# Мікадзе Лаврентій Георгійович
Лаврентій (Леван) Георгійович Мікадзе (груз. მიქაძე ლევან; нар. 13 вересня 1973, Сухумі, Грузинська РСР) — грузинський футболіст, захисник та півзахисник.

## Клубна кар'єра
Дорослу футбольну кар'єру розпочав у 1990 році у клубі «Горда» (Руставі), який був учасником першого чемпіонату Грузії. В цьому турнірі зіграв 36 матчів та відзначився 1 голом. Наступного року провів 8 поєдинків у складі клубу «Ергісі» (Сенакі). Проте сезон 1991/92 років розпочав уже в сухумському «Цхумі», кольори якого захищав до 1993 року. З 1994 по 1997 рік виступав у «Одіші» (Зугдіді). У 1997 року виїхав до Польщі, де став гравцем місцевої «Погоні». В Екстраклясі зіграв 16 матчів. У 1998 році повернувся на батьківщину, де підписав контракт зі столичним «Динамо», кольори якого захищав до 1999 року. З 1999 по 2000 рік виступав у складі іншого столочного клубу, «Локомотива».
У лютому 2000 року Мікадзе підписав контракт з представником російської Прем'єр-ліги «Анжі» (Махачкала), але напередодні старту сезону Леван залишив розташування російського клубу. Після цього виїхав до України, де підписав контракт з вищоліговим київським ЦСКА. Дебютував у футболці столичних «армійців» 11 березня 2001 року в програному (1:3) виїзному поєдинку 14-го туру вищої ліги проти тернопільської «Ниви». Леван вийшов на поле в стартовому складі та відіграв увесь матч. Ще два поєдинки провів у 2001 році за фарм-клуб киян, ЦСКА-2. У грудні 2001 року київська мерія і міністерство оборони прийняли рішення створити спільну команду «Арсенал» (Київ), яку сформували на базі першої команди клубу. Друга команда (ЦСКА-2) була перейменована на ЦСКА Київ. До новосвореного «Арсеналу» разом з іншими перейшов і Леван Мікадзе. В оновленій команді «армійців» дебютував 16 березня 2002 року в програному (0:2) виїзному поєдинку 14-го туру вищої ліги проти запорізького «Металурга». Мікадзе вийшов у стартовому складі та відіграв увесь матч, а на 86-ій хвилині отримав жовту картку. Загалом у складі «ЦСКА»/«Арсеналу» в чемпіонаті України зіграв 33 матчі, 5 поєдинків у кубку України та 6 поєдинків у єврокубках. У 2002 році на короткий період повернувся в Грузію, де захищав кольори «Локомотива» (4 матчі в чемпіонаті та 2 — у нааціональному кубку).
У 2002 році знову повернувся в Україну, де підписав контракт з іншим представником Вищої ліги, криворізьким «Кривбасом». Дебютував у футболці криворожан 9 березня 2003 року в програному (0:2) виїзному поєдинку 16-го туру проти маріупольського «Іллічівця». Мікадзе вийшов у стартовому складі та відіграв увесь матч. Єдиним голом у футболці криворіжців відзначився 25 жовтня 2003 року на 58-ій хвилині програного (1:2) домашнього поєдинку 13-го туру вищої ліги проти дніпропетровського «Дніпра». Лаврентій вийшов на поле в стартовому складі та відіграв увесь матч. Загалом у складі «Кривбаса» в чемпіонаті України зіграв 26 матчів та відзначився 1 голом, ще 2 поєдинки провів у кубку України. Під час зимової паузи сезону 2003/04 років залишив Україну й другу частину сезону відіграв у сусідній Білорусі, у клубі МТЗ-РІПО (Мінськ), який виступав у вищому дивізіоні білоруського чемпіонату. У складі столичного клубу зіграв 11 матчів у чемпіонаті та 2 поєдинки в першості дублерів. Наступного року переїхав до Латвії, де захищав колори місцевого «Металургса». В складі лієпайського клубу зіграв 25 матчів (1 гол) у чемпіонаті та 4 поєдинки в єврокубках.
У 2006 році перейшов до російської «Балтики», яка виступала в Першому дивізіоні російського чемпіонату. У складі калініградського клубу дебютував 4 червня 2006 року в переможному (2:1) домашньому поєдинку 15-го туру проти «Ангушта». Лаврентій вийшов на поле в стартовому складі та відіграв увесь матч. За підсумками сезону зіграв 24 матчі в чемпіонаті та 1 — у кубку Росії. У 2007 році також був у заявці клубу, але на поле не виходив у жодному офіційному матчі. По закінченні сезону завершив кар'єру футболіста. 

## Кар'єра в збірній
26 квітня 2000 року зіграв єдиний поєдинок у футболці національної збірної Грузії у товариському поєдинку проти збірної Вірменії (0:0). Лаврентій вийшов на поле в стартовому складі, на 43-ій хвилині його замінив Гіві Дідава.

## Цікаві факти
Розпочав кар'єру під своїм справжнім ім'ям, Леван Мікадзе, але згодом змінив його на Лаврентій Мікадзе (ім'я його брата), а також дату народження на 20 листопада 1978 року (дата народження брата).